# Richard Kennelly
Richard Bayard Kennelly, Jr. (født 4. juli 1965 i Boston, Massachusetts, USA) er en amerikansk tidligere roer.
Kennelly var en del af den amerikanske firer uden styrmand, der vandt sølv ved OL 1988 i Seoul. Bådens øvrige besætning var Thomas Bohrer, Raoul Rodriguez og David Krmpotich. Den amerikanske båd sikrede sølvmedaljen efter en finale, hvor Østtyskland vandt guld, mens Vesttyskland fik bronze. Han deltog også ved OL 1992 i Barcelona, som del af den amerikanske otter, der sluttede på fjerdepladsen.

## OL-medaljer
- 1988:  Sølv i firer uden styrmand